# Elisha Cuthbert
Elisha Ann Cuthbert (født 30. november 1982 i Calgary, Alberta, Canada) er en canadisk skuespiller, der bl.a. har medvirket i filmen The Girl Next Door. I 2005 medvirkede hun i House of Wax og i 2007 i Captivity. Hun er mest kendt for sin rolle som Kim Bauer i tv-serien 24 Timer.

## Karriere

### De yngre år
Elisha Cuthbert blev født i Calgary, Canada, og som 17-årig flyttede hun til Los Angeles for at blive skuespiller.
Da Elisha var 9 år, begyndte hun at være tøjmodel og reklamerede også for sko. 
Elisha optrådte første gange i tv i serien Are You Afraid of the Dark som pigen "Megan". Senere fik hun en af hovedrollerne. 
Elisha fik sin første filmrolle i filmen Dancing on the Moon (1997). Man kunne også se hende i flere canadiske familiefilm, som thrilleren, Airspeed. Elisha havde også en rolle i filmen Lucky Girl (2001), som hun modtog en Gemini Award for.
Efter hun flyttede til Los Angeles, fik hun rollen som Kim Bauer, datter til Jack Bauer, i tv-serien 24 timer. Hun skrev kontrakt for 3 sæsoner, i den 4., 5. og 7. sæson var hun kun med i få episoder. Hun er også med i spillet, 24: The Game.

### 2003-2005
Elisha tog til audition til rollen som Mary Jane Watson til Spider-Man-filmen, men i stedet fik Kirsten Dunst rollen.
Hun begyndte sin Hollywood-karriere med små roller i film som Old School og Love Actually.
I 2004 fik hun en hovedrolle i filmen The Girl Next Door, hvor hun spillede en pornostjerne. For at gøre sin karakter mere realistisk, foretog hun research omkring pornostjernes liv, hvor hun bl.a. talte med pornostjerner fra Wicked Pictures og Vivid Entertainment.
Hendes næste store rolle blev i filmen House of Wax, hvor man bl.a. kunne se Jared Padalecki, Paris Hilton og Chad Michael Murray.

### 2006-2007
Elishas næste projekt var Indie-filmen The Quiet, hvor hun ikke bare havde en birolle, men også var delvis producer og hjalp med at finansiere filmen. Hun spillede Nina, en 17 år gammel cheerleader, der blev misbrugt seksuelt. Hun søgte inspiration hos sin yngre kusine. 
The Quiet havde premiere 2005 og blev udgivet af Sony Pictures Classics

### 2008-nu
I 2008 havde Elisha en rolle i filmen My Sassy Girl, som var en nyindspilning af den koreanske film. I komediefilmen The Six Wives of Henry Lefay med skuespilleren Tim Allen, spillede Elisha Tim Allens datter. I 2009 var hun gæstedommer i Project Runway Canada, hvor designerne skulle lave en Party Dress til Elisha.
Elisha genoptog sin rolle som Kim Bauer i den syvende sæson af 24 timer, og medvirkede også i den ottende og sidste sæson af 24 timer.

## Personlig liv
Elisha kan godt lide at male og fan er ishockeyholdet Los Angeles Kings. 
Elisha Cuthbert har været på listen over de top 100 hotteste kvinder i magasinet FHM og Maxim. Hendes højeste placering var 4. pladsen i den engelske udgave af FHM i 2008. I 2006 sagde Elisha, at hun ikke vil optræde nøgen i en filmrolle eller i et blad, hvor der bliver brugt Body double, da hun gerne vil holde "nogle ting for sig selv".

## Filmografi

### Film
| År   | Titel                        | Rolle                  |                 |
| ---- | ---------------------------- | ---------------------- | --------------- |
| 1996 | Dancing on the Moon          | Sarah                  |                 |
| 1997 | Mail to the Chief            | Madison Osgood         |                 |
| 1997 | Nico the Unicorn             | Carolyn Price          |                 |
| 1998 | Airspeed                     | Nicole Stone           |                 |
| 1999 | Believe                      | Katherine Winslowe     |                 |
| 1999 | Time at the Top              | Susan Shawson          |                 |
| 2000 | Who Gets the House?          | Emily Reece            |                 |
| 2001 | Lucky Girl                   | Katlin Palmerson       |                 |
| 2003 | Love Actually                | American Goddess Carol |                 |
| 2003 | Old School                   | Darcie Goldberg        |                 |
| 2004 | The Girl Next Door           | Danielle (aka "D")     |                 |
| 2005 | House of Wax                 | Carly Jones            |                 |
| 2006 | The Quiet                    | Nina Deer              |                 |
| 2007 | Captivity                    | Jennifer Tree          |                 |
| 2007 | He Was a Quiet Man           | Vanessa                |                 |
| 2008 | My Sassy Girl                | Jordan Roark           |                 |
| 2008 | Guns                         | Frances Dett           | Post-production |
| 2009 | The Six Wives of Henry Lefay | TBA                    | Post-production |
| 2010 | Cat Tale                     | Cleo (voice)           |                 |
| 2014 | Just Before I Go             | Penny                  |                 |
| 2016 | Goon: Last of the Enforcers  | Mary                   | In production   |

### TV
| År                      | Titel                       | Rolle                               |
| ----------------------- | --------------------------- | ----------------------------------- |
| 1997-2000               | Popular Mechanics for Kids  | Sig selv                            |
| 1999-2000               | Are You Afraid of the Dark? | Megan                               |
| 2001                    | Largo Winch                 | Abby                                |
| 2004                    | MADtv                       | Sig selv og Kim Bauer ("24" parody) |
| 2001- 2004, 2006, 2009- | 24 Timer                    | Kim Bauer                           |
| 2010                    | The Forgotten               | Maxine Denver                       |
| 2011-13                 | Happy Endings               | Alex                                |
| 2015                    | One Big Happy               | Lizzy                               |
| 2016                    | The Ranch                   | Abby                                |